# Copestylum brunnicolor
Copestylum brunnicolor är en tvåvingeart som först beskrevs av Hull 1938.  Copestylum brunnicolor ingår i släktet Copestylum och familjen blomflugor. Inga underarter finns listade i Catalogue of Life.